# Bossuit
Bossuit (fr. Bossuyt; vls. Bossuut, Bossuyt) – dzielnica (deelgemeente) gminy Avelgem w Belgii, w Regionie Flamandzkim, w prowincji Flandria Zachodnia, w okręgu Kortrijk. 1 stycznia 2020 roku liczyła 498 mieszkańców. Do 31 grudnia 1976 samodzielna gmina. Leży nad Kanałem Bossuit-Kortrijk.

## Demografia
Liczba mieszkańców, stan na 1 stycznia:
| Rok                | 1930 | 1947 | 1961 | 2020 |
| ------------------ | ---- | ---- | ---- | ---- |
| Liczba mieszkańców | 534  | 476  | 487  | 498  |